# Веремійки
50°37′25″ пн. ш. 28°57′01″ сх. д. / 50.623611111111° пн. ш. 28.950277777778° сх. д.
Веремійки (інша назва — Осіча) — село, що існувало на території нинішньої Потіївської громади Житомирської області.

## Місце розташування поселення
Історик В. Ю. Кисиленко встановив, що це село розташовувалося на початку сучасної вулиці Шевченка в селі Потіївка, де колись був хутір Нова Громада.

## Історія
За даними історика Леоніда Тимошенка, перша писемна згадка про село Осіча датується грамотою 1514 року. Назва походить від однойменної річки Осіча (нині — річка Павлівщина на території села Потіївка). З 1569 року село належало київським митрополитам. У 1601 році поселення мало всього лише 4 двори (дими).
У селі стояла капличка, про яку досі ходять легенди. Свого часу ця капличка дала назву місцевій річці "Часовня" (нинішня р. Павлівщина). Село припинило існування через заснування слободи Потіївки у 1603 р., куди переселилися його мешканці. І потім місце, де було поселення Веремійки, переорали. 
І станом на 1614 рік село в документах вже не згадується. Але у подальші роки Потіївку часто  в документах плутали з Вереміївкою - все через те, що її населили вихідці з того села.
Довгий час аж до початку XX ст. про зникле село нагадували кам'яні хрести

Урочище Веремійки на мапі 1863 року

До речі, неподалік від цього села було друге село з тією ж назвою "Осіча". У 1618 році воно належало до власності Василя Тиші-Биковського, куди, серед інших сіл, вчиняли набіги з грабунками повсталі козаки полковника Василя Мировицького, який раніше служив урядником у Теодора Тиші-Биковського. Нині це село Заньки

## Нова Громада
У 1920-х рр. на місці Веремійок було створено хутір Нова Громада.
У 1924 році в Потіївці комуністами було створено комнезам, який поставив питання про перерозподіл землі. Частина малоземельних селян одержали землю на західній околиці села і заснували там той хутір .
Станом на 1943 рік хутір мав 32 двори. У другій половині XX століття хутір було приєднано до складу села Потіївка.